# Golfe nos Jogos Pan-Americanos de 2015 - Individual feminino
A categoria Individual feminino foi uma competição de golfe nos Jogos Pan-Americanos de 2015, disputada entre 16 e 19 de julho no Angus Glen Golf Club em Markham, Ontário, no Canadá.

## Calendário
Horário Local (UTC-5).
| Data        | Hora  | Rodada   |
| ----------- | ----- | -------- |
| 16 de julho | 10:12 | Rodada 1 |
| 17 de julho | 8:00  | Rodada 2 |
| 18 de julho | 10:12 | Rodada 3 |
| 19 de julho | 8:00  | Rodada 4 |

## Medalhistas
| Ouro   | COL Mariajo Uribe   |
| Prata  | USA Andrea Lee      |
| Bronze | PAR Julieta Granada |

## Resultados
| Rank              | Name               | Nation | Round 1 | Round 2 | Round 3 | Round 4 | Total | Notes |
| ----------------- | ------------------ | ------ | ------- | ------- | ------- | ------- | ----- | ----- |
| Medalha de ouro   | Mariajo Uribe      | COL    | 69      | 70      | 70      | 70      | 279   |       |
| Medalha de prata  | Andrea Lee         | USA    | 69      | 68      | 70      | 74      | 281   |       |
| Medalha de bronze | Julieta Granada    | PAR    | 68      | 71      | 72      | 72      | 283   |       |
| 4                 | Marijosse Navarro  | MEX    | 73      | 68      | 73      | 71      | 285   |       |
| 5                 | Paola Moreno       | COL    | 73      | 71      | 71      | 73      | 288   |       |
| 6                 | Kristen Gillman    | USA    | 75      | 75      | 71      | 70      | 291   |       |
| 7                 | Lucía Gutierrez    | PER    | 74      | 70      | 76      | 75      | 295   |       |
| 8                 | Margarita Ramos    | MEX    | 77      | 75      | 75      | 69      | 296   |       |
| 9                 | Daniela Darquea    | ECU    | 71      | 73      | 78      | 76      | 298   |       |
| 10                | Milagros Chaves    | PAR    | 83      | 73      | 73      | 73      | 302   |       |
| T11               | Amira Alexander    | ISV    | 79      | 77      | 75      | 72      | 303   |       |
| T11               | Lucia Polo         | GUA    | 77      | 78      | 76      | 72      | 303   |       |
| 13                | Veronica Felibert  | VEN    | 79      | 78      | 74      | 73      | 304   |       |
| 14                | Manuela Carbajo Re | ARG    | 74      | 76      | 74      | 81      | 305   |       |
| 15                | Delfina Acosta     | ARG    | 80      | 73      | 76      | 77      | 306   |       |
| T16               | Ariadna Fonseca    | VEN    | 82      | 75      | 74      | 76      | 307   |       |
| T16               | Maria Torres       | PUR    | 77      | 75      | 79      | 76      | 307   |       |
| 18                | Simone de Souza    | PER    | 82      | 80      | 74      | 74      | 310   |       |
| T19               | Lorie Kane         | CAN    | 79      | 83      | 75      | 74      | 311   |       |
| T19               | Coralia Arias      | ECU    | 82      | 78      | 77      | 74      | 311   |       |
| 21                | Pilar Echeverria   | GUA    | 78      | 83      | 76      | 78      | 315   |       |
| T22               | Natalia Pérez      | BOL    | 77      | 83      | 79      | 79      | 318   |       |
| T22               | Monifa Sealy       | TTO    | 81      | 77      | 77      | 83      | 318   |       |
| 24                | Valentina Haupt    | CHI    | 82      | 83      | 79      | 81      | 325   |       |
| 25                | Natalia Soria      | BOL    | 84      | 80      | 86      | 79      | 329   |       |
| T26               | Christina Ferreira | TTO    | 84      | 85      | 79      | 83      | 330   |       |
| T26               | Priscilla Schmid   | URU    | 79      | 87      | 80      | 84      | 330   |       |
| 28                | Clara Teixeira     | BRA    | 82      | 82      | 87      | 82      | 333   |       |
| 29                | Manuela Barros     | URU    | 87      | 92      | 85      | 79      | 343   |       |
| 30                | Pilar Schele       | CHI    | 90      | 90      | 84      | 82      | 346   |       |
| DQ                | Luiza Altmann      | BRA    | DQ      | 77      | 76      | 76      | DQ    |       |

## Ligações Externas
- Site oficial